# Back Together
«Back Together» es el primer sencillo del cantante estadounidense Jesse McCartney de su EP, In Technicolor, Part 1.

## Información

### Antecedentes
El 12 de agosto de 2013, durante una transmisión en vivo en el estudio Kiss 108 Boston, McCartney anunció que su nuevo sencillo de su EP estaría disponible en iTunes al día siguiente.
McCartney prometió lanzar su nuevo sencillo si la portada del mismo llegaba a los 50,000 likes en Facebook, llegando a más de 35,000 el actor y cantante lanzó su nueva canción, que es la introducción a un EP que se espera para este año tras la cancelación de su cuarto álbum en el 2010.

### Composición
En la canción, McCartney habla sobre una relación pasada, pidiéndole a su expareja volver con él. La canción fue escrita por McCartney, junto a los integrantes de la banda de pop rock Hot Chelle Rae, Nash Overstreet y Ryan Follesé, y coescrita por James Morales, Matthew A. Morales y Julio David Rodríguez y producida por estos 3 últimos bajo el nombre de The Elev3n. Hasta noviembre de 2013, el sencillo logró vender más de 24,000 descargas digitales en Estados Unidos, de acuerdo con Nielsen Soundscan.

### Lista de canciones
| Descarga digital |                 |          |  |
| N.º              | Título          | Duración |  |
| 1.               | «Back Together» | 3:42     |  |

## Críticas
McCartney recibió varias comparaciones con los cantantes Justin Timberlake y Michael Jackson.

Muy bajo la influencia del sonido Justin Timberlake (quizás demasiado evidente, mira la portada), ‘Back Together’ es un tema sencillo y sin pretensiones, que se mueve entre el terreno del pop y el funky con mucho falsete en su estribillo, pero sin dejar de renunciar al espíritu teen de las canciones de Jesse McCartney.
Diego (LaReputada.com)

## Video
No se lanzó un video oficial. En cambio, McCartney lanzó un video lírico en su cuenta oficial en VEVO en YouTube.

## Posicionamiento
| Lista (2013)             | Posición |
| ------------------------ | -------- |
| iTunes USA               | 96       |
| iTunes USA Pop           | 32       |
| iTunes Suecia Pop        | 71       |
| iTunes Canadá Pop        | 55       |
| iTunes Dinamarca Pop     | 59       |
| iTunes Países Bajos Pop  | 122      |
| iTunes Nueva Zelanda Pop | 124      |